# Ewa Aksman
Ewa Aksman – polska ekonomistka, doktor habilitowany nauk ekonomicznych, adiunkt na Uniwersytecie Warszawskim, specjalistka od mikroekonomii i finansów publicznych.

## Kariera naukowa
W 1993 roku na Uniwersytecie Warszawskim uzyskała tytuł magistra ekonomii. W tym samym roku została zatrudniona na tejże uczelni, a w 1999 roku na jej Wydziale Nauk Ekonomicznych uzyskała stopień doktora nauk ekonomicznych w zakresie ekonomii na podstawie rozprawy pt. Przekształcenia sektora publicznego i prywatnego w brytyjskiej i w polskiej opiece zdrowotnej, której promotorem był Marek Bednarski. W 2013 roku ten sam wydział nadał jej stopień doktora habilitowanego nauk ekonomicznych w dyscyplinie ekonomii na podstawie pracy pt. Redystrybucja dochodów i jej wpływ na dobrobyt społeczny w Polsce w latach 1995–2007.